# Carolina Panthers 2014
La stagione 2014 dei Carolina Panthers è stata la 20ª della franchigia nella National Football League, la quarta con Ron Rivera come capo-allenatore. La squadra è diventata la prima della storia a vincere per due anni consecutivi la NFC South division e la seconda della storia a qualificarsi ai playoff con un record negativo dopo i Seattle Seahawks del 2010. Nel primo turno i Panthers eliminarono gli Arizona Cardinals, venendo sconfitti nel successivo dai Seahawks.

## Scelte nel Draft 2014
| Giro | Scelta | Giocatore       | Ruolo           | College        |
| ---- | ------ | --------------- | --------------- | -------------- |
| 1    | 28     | Kelvin Benjamin | Wide receiver   | Florida State  |
| 2    | 60     | Kony Ealy       | Defensive end   | Missouri       |
| 3    | 92     | Trai Turner     | Offensive guard | LSU            |
| 4    | 128    | Tre Boston      | Safety          | North Carolina |
| 5    | 148    | Bené Benwikere  | Cornerback      | San Jose State |
| 6    | 204    | Tyler Gaffney   | Running back    | Stanford       |

## Staff
| Staff dei Carolina Panthers nel 2014 |
| --- |
| Organi dirigenziali - Proprietario/Fondatore: Jerry Richardson - Presidente: Danny Morrison - General Manager: Dave Gettleman Capo allenatore - Ron Rivera Altri allenatori - Coordinatore dello sviluppo della forza e della condizione: Joe Kenn Allenatori dell'attacco - Coordinatore dell'attacco: Mike Shula - Quarterback: Ken Dorsey - Running Back: Jim Skipper - Wide Receiver: Ricky Proehl - Assistente Wide Receiver: Lance Taylor - Tight End: Pete Hoener - Offensive Line: John Matsko - Assistente Offensive Line: Ray Brown Allenatori della difesa - Coordinatore della difesa: Sean McDermott - Defensive Line: Eric Washington - Assistente della defensive line: Sam Mills III - Linebacker: Al Holcomb - Secondary/Passing Defense Coordinator: Steve Wilks Allenatori dello special team - Coordinatore dello Special Team: Richard Rodgers - Assistente dello Special Team: Bruce DeHaven |

## Roster
| Roster dei Carolina Panthers nel 2014 |
| --- |
| Quarterback - 3 Derek Anderson - 1 Cam Newton - 14 Joe Webb Running Back - 28 Jonathan Stewart - 35 Mike Tolbert FB - 43 Fozzy Whittaker - 34 DeAngelo Williams Wide Receiver - 13 Kelvin Benjamin - 11 Brenton Bersin - 16 Philly Brown - 82 Jerricho Cotchery Tight End - 84 Ed Dickson - 88 Greg Olsen - 86 Brandon Williams Offensive Linemen - 77 Byron Bell T - 64 Brian Folkerts C - 63 David Foucault T - 67 Ryan Kalil C - 68 Andrew Norwell G - 74 Mike Remmers T - 79 Chris Scott G - 66 Amini Silatolu G - 70 Trai Turner G - 75 Fernando Velasco G Defensive Linemen - 97 Mario Addison DE - 90 Frank Alexander DE - 91 Colin Cole DT - 94 Kony Ealy DE - 92 Dwan Edwards DT - 96 Wes Horton DE - 95 Charles Johnson DE - 98 Star Lotulelei DT - 61 Kyle Love DT - 99 Kawann Short DT Linebacker - 58 Thomas Davis OLB - 57 Adarius Glanton OLB - 53 Ben Jacobs MLB - 56 A.J. Klein OLB - 59 Luke Kuechly MLB - 52 Kevin Reddick OLB Defensive Back - 25 Bené Benwikere CB - 33 Tre Boston FS - 37 Carrington Byndom CB - 21 Thomas DeCoud FS - 31 James Dockery CB - 41 Roman Harper SS - 42 Colin Jones FS - 38 Robert Lester SS - 24 Josh Norman CB - 23 Melvin White CB Special Team - 9 Graham Gano K - 44 J.J. Jansen LS - 8 Brad Nortman P Lista delle riserve - 93 Chase Blackburn LB (IR) - 47 Richie Brockel TE (IR) - 78 Nate Chandler OT (IR) - -- Tyronne Green G - 76 Greg Hardy DE (Exempt) - 72 Kevin Hughes OT (IR) - 71 Edmund Kugbila G (IR) - 60 Kevin Matthews C (IR) - 85 Mike McNeill TE - 10 De'Andre Presley WR (IR) - 65 Garry Williams OT (IR) Squadra di allenamento - 62 Derek Dennis G - 80 Kevin Greene TE - 87 Stephen Hill WR - 83 Marcus Lucas WR - 27 Kimario McFadden S - 55 Horace Miller LB - 36 Darrin Reaves RB - 72 Micanor Regis DT - 73 Martin Wallace OT - 22 Lou Young CB 53 attivi, 11 inattivi, 10 nella squadra di allenamento, 0 free agent |
| Legenda - I rookie sono in corsivo. - Il primo ruolo è il principale mentre gli eventuali successivi indicano i ruoli secondari. - (IR) sta per Injured Reserve ed indica la lista ristretta per un solo giocatore infortunato che può tornare ad allenarsi dopo la settimana 6 e a rientrare in prima squadra dopo che questa ha giocato 8 partite. - (NF-Inj.) / (NF-Ill.) stanno rispettivamente per Non-Football Injured e Non-Football Illness ed indicano le liste dove viene inserito un giocatore che ha un infortunio o una malattia non dipendente dal football americano. - (PUP) sta per Physically Unable to Perform ed indica la lista dove viene inserito un giocatore mentre è in attesa di recuperare la condizione fisica. Nella stagione regolare dopo la sesta partita giocata dalla propria squadra, il giocatore ha tempo tre settimane per riprendere ad allenarsi, più tre settimane aggiuntive dal suo rientro agli allenamenti per rientrare in prima squadra. |

## Calendario

### Pre-stagione
| Turno | Data | Ora           | Avversario              | Risultati | Risultati | Stadio                  | TV   | NFL.com recap |
| Turno | Data | Ora           | Avversario              | Punteggio | Record    | Stadio                  | TV   | NFL.com recap |
| ----- | ---- | ------------- | ----------------------- | --------- | --------- | ----------------------- | ---- | ------------- |
| 1     | 8/8  | 7:30 p.m. EDT | Buffalo Bills           | S 18–20   | 0–1       | Bank of America Stadium | WCCB | Recap         |
| 2     | 17/8 | 8:00 p.m. EDT | Kansas City Chiefs      | V 28–16   | 1–1       | Bank of America Stadium | Fox  | Recap         |
| 3     | 22/8 | 7:30 p.m. EDT | at New England Patriots | S 7–30    | 1–2       | Gillette Stadium        | WCCB | Recap         |
| 4     | 28/8 | 7:30 p.m. EDT | at Pittsburgh Steelers  | V 10–0    | 2–2       | Heinz Field             | WCCB | Recap         |

### Stagione regolare
| Turno | Data               | Ora                | Avversario              | Risultati          | Risultati          | Stadio                  | TV                 | NFL.com recap      |
| Turno | Data               | Ora                | Avversario              | Punteggio          | Record             | Stadio                  | TV                 | NFL.com recap      |
| ----- | ------------------ | ------------------ | ----------------------- | ------------------ | ------------------ | ----------------------- | ------------------ | ------------------ |
| 1     | 7/9                | 4:25 p.m. EDT      | at Tampa Bay Buccaneers | V 20–14            | 1–0                | Raymond James Stadium   | Fox                | Recap              |
| 2     | 14/9               | 1:00 p.m. EDT      | Detroit Lions           | V 24–7             | 2–0                | Bank of America Stadium | Fox                | Recap              |
| 3     | 21/9               | 8:30 p.m. EDT      | Pittsburgh Steelers     | S 19–37            | 2–1                | Bank of America Stadium | NBC                | Recap              |
| 4     | 28/9               | 1:00 p.m. EDT      | at Baltimore Ravens     | S 10–38            | 2–2                | M&T Bank Stadium        | CBS                | Recap              |
| 5     | 5/10               | 1:00 p.m. EDT      | Chicago Bears           | V 31–24            | 3–2                | Bank of America Stadium | Fox                | Recap              |
| 6     | 12/10              | 1:00 p.m. EDT      | at Cincinnati Bengals   | P 37–37 (DTS)      | 3–2–1              | Paul Brown Stadium      | Fox                | Recap              |
| 7     | 19/10              | 1:00 p.m. EDT      | at Green Bay Packers    | S 17–38            | 3–3–1              | Lambeau Field           | Fox                | Recap              |
| 8     | 26/10              | 1:00 p.m. EDT      | Seattle Seahawks        | S 9–13             | 3–4–1              | Bank of America Stadium | CBS                | Recap              |
| 9     | 30/10              | 8:25 p.m. EDT      | New Orleans Saints      | S 10–28            | 3–5–1              | Bank of America Stadium | NFLN               | Recap              |
| 10    | 10/11              | 8:30 p.m. EST      | at Philadelphia Eagles  | S 21–45            | 3–6–1              | Lincoln Financial Field | ESPN               | Recap              |
| 11    | 16/11              | 1:00 p.m. EST      | Atlanta Falcons         | S 17–19            | 3–7–1              | Bank of America Stadium | Fox                | Recap              |
| 12    | Settimana di pausa | Settimana di pausa | Settimana di pausa      | Settimana di pausa | Settimana di pausa | Settimana di pausa      | Settimana di pausa | Settimana di pausa |
| 13    | 30/11              | 1:00 p.m. EST      | at Minnesota Vikings    | S 13–31            | 3–8–1              | TCF Bank Stadium        | Fox                | Recap              |
| 14    | 7/12               | 1:00 p.m. EST      | at New Orleans Saints   | V 41–10            | 4–8–1              | Mercedes-Benz Superdome | Fox                | Recap              |
| 15    | 14/12              | 1:00 p.m. EST      | Tampa Bay Buccaneers    | V 19–17            | 5–8–1              | Bank of America Stadium | Fox                | Recap              |
| 16    | 21/12              | 1:00 p.m. EST      | Cleveland Browns        | V 17–13            | 6–8–1              | Bank of America Stadium | CBS                | Recap              |
| 17    | 28/12              | 4:25 p.m. EST      | at Atlanta Falcons      | V 34–3             | 7–8–1              | Georgia Dome            | CBS                | Recap              |

Nota: Gli avversari della propria division sono in grassetto.

### Playoff
| Turno      | Data | Ora           | Avversario (seed)       | Risultati | Risultati | Stadio                  | TV   | NFL.com recap |
| Turno      | Data | Ora           | Avversario (seed)       | Punteggio | Record    | Stadio                  | TV   | NFL.com recap |
| ---------- | ---- | ------------- | ----------------------- | --------- | --------- | ----------------------- | ---- | ------------- |
| Wild Card  | 3/1  | 4:35 p.m. EST | Arizona Cardinals (5)   | V 27–16   | 8–8–1     | Bank of America Stadium | ESPN | Recap         |
| Divisional | 10/1 | 8:15 p.m. EST | at Seattle Seahawks (1) | S 17-31   | 8-9-1     | CenturyLink Field       | Fox  |               |

## Classifiche

### Conference
| NFC                                                      | NFC                   | NFC      | NFC | NFC | NFC | NFC   | NFC | NFC  | NFC | NFC | NFC  | NFC |
| #                                                        | Squadra               | Division | V   | S   | P   | %     | DIV | CONF | PF  | PS  | D    | STR |
| -------------------------------------------------------- | --------------------- | -------- | --- | --- | --- | ----- | --- | ---- | --- | --- | ---- | --- |
| Vincitori delle division                                 |                       |          |     |     |     |       |     |      |     |     |      |     |
| 1                                                        | * – Seattle Seahawks  | West     | 12  | 4   | 0   | 75%   | 5–1 | 10–2 | 394 | 254 | 140  | V6  |
| 2                                                        | z – Green Bay Packers | North    | 12  | 4   | 0   | 75%   | 5–1 | 9–3  | 486 | 348 | 138  | V2  |
| 3                                                        | y – Dallas Cowboys    | East     | 12  | 4   | 0   | 75%   | 4–2 | 8–4  | 467 | 352 | 115  | V4  |
| 4                                                        | y − Carolina Panthers | South    | 7   | 8   | 1   | 46,9% | 4–2 | 6–6  | 339 | 374 | –25  | V4  |
| Wild Card                                                |                       |          |     |     |     |       |     |      |     |     |      |     |
| 5                                                        | w – Arizona Cardinals | West     | 11  | 5   | 0   | 68,8% | 3–3 | 8–4  | 310 | 299 | 11   | S2  |
| 6                                                        | w – Detroit Lions     | North    | 11  | 5   | 0   | 68,8% | 5–1 | 9–3  | 301 | 268 | 33   | S1  |
| Non qualificate per i playoff                            |                       |          |     |     |     |       |     |      |     |     |      |     |
| 7                                                        | Philadelphia Eagles   | East     | 10  | 6   | 0   | 60%   | 4–2 | 6–6  | 474 | 400 | 74   | V1  |
| 8                                                        | San Francisco 49ers   | West     | 8   | 8   | 0   | 50%   | 2–4 | 7–5  | 306 | 340 | –34  | V1  |
| 9                                                        | New Orleans Saints    | South    | 7   | 9   | 0   | 43,8% | 3–3 | 6–6  | 401 | 424 | –23  | V1  |
| 10                                                       | Minnesota Vikings     | North    | 7   | 9   | 0   | 43,8% | 1–5 | 6–6  | 325 | 343 | –18  | V1  |
| 11                                                       | New York Giants       | East     | 6   | 10  | 0   | 37,5% | 2–4 | 4–8  | 380 | 400 | –20  | S1  |
| 12                                                       | Atlanta Falcons       | South    | 6   | 10  | 0   | 37,5% | 5–1 | 6–6  | 381 | 417 | –36  | L1  |
| 13                                                       | St. Louis Rams        | West     | 6   | 10  | 0   | 37,5% | 2–4 | 4–8  | 324 | 354 | –30  | S3  |
| 14                                                       | Chicago Bears         | North    | 5   | 11  | 0   | 31,3% | 1–5 | 4–8  | 319 | 442 | –123 | S5  |
| 15                                                       | Washington Redskins   | East     | 4   | 12  | 0   | 25%   | 2–4 | 2–10 | 301 | 438 | –137 | L1  |
| 16                                                       | Tampa Bay Buccaneers  | South    | 2   | 14  | 0   | 12,5% | 0–6 | 1–11 | 277 | 410 | –133 | L6  |
| Legenda                                                  |                       |          |     |     |     |       |     |      |     |     |      |     |
| w — Qualificata ai playoff come wild card                |                       |          |     |     |     |       |     |      |     |     |      |     |
| x — Qualificata ai playoff                               |                       |          |     |     |     |       |     |      |     |     |      |     |
| y — Vincitrice della division                            |                       |          |     |     |     |       |     |      |     |     |      |     |
| z — Qualificata direttamente al secondo turno di playoff |                       |          |     |     |     |       |     |      |     |     |      |     |
| * — Vantaggio del fattore campo nei playoff              |                       |          |     |     |     |       |     |      |     |     |      |     |

## Premi
- Thomas Davis:

Walter Payton NFL Man of the Year